# Episodi di Catscratch
La prima stagione della serie animata Catscratch, composta da 20 episodi (40 segmenti), è stata trasmessa negli Stati Uniti d'America da Nickelodeon dal 9 luglio 2005 al 10 febbraio 2007.
In Italia la stagione è stata trasmessa dall'aprile 2006 su Nickelodeon.
| nº  | Titolo originale        | Titolo italiano                     | Prima TV USA      | Prima TV Italia |
| --- | ----------------------- | ----------------------------------- | ----------------- | --------------- |
| 1a  | To The Moon             | Missione sulla luna                 | 9 luglio 2005     | 2006            |
| 1b  | Bringin' Down The Mouse | Caccia al topo                      | 9 luglio 2005     | 2006            |
| 2a  | Unicorn Club            | Il club dell'unicorno               | 9 luglio 2005     | 2006            |
| 2b  | Go Gomez! Go!           | Vai, Waffle!                        | 9 luglio 2005     | 2006            |
| 3a  | Lovesick                | Malato d'amore                      | 15 luglio 2005    | 2006            |
| 3b  | King of All Root Beer   | Una corona per tre                  | 15 luglio 2005    | 2006            |
| 4a  | Tale of the Tail        | Il mitico Kraken                    | 22 luglio 2005    | 2006            |
| 4b  | Mr. Pickles             | Mr. Cetriolo                        | 22 luglio 2005    | 2006            |
| 5a  | Off The Leash           | Vita da cani                        | 29 luglio 2005    | 2006            |
| 5b  | Slumber Party           | Il pigiama party                    | 29 luglio 2005    | 2006            |
| 6a  | The Ghost of Cramdilly  | Il fantasma della signora Cramdilly | 23 settembre 2005 | 2006            |
| 6b  | A Line in the Litterbox | I tre regni                         | 23 settembre 2005 | 2006            |
| 7a  | Love Cats               | Due gattini innamorati              | 30 settembre 2005 | 2006            |
| 7b  | Zombie Party a Go-Go!   | La festa zombie                     | 30 settembre 2005 | 2006            |
| 8a  | Gordon's Lucky Claw     | L'artiglio fortunato                | 14 ottobre 2005   | 2006            |
| 8b  | Big-Eyed Bunny          | Un tenero coniglietto               | 14 ottobre 2005   | 2006            |
| 9a  | Requiem for a Cat       | Requiem per un gatto                | 28 ottobre 2005   | 2006            |
| 9b  | Scaredy Cat             | Halloween                           | 28 ottobre 2005   | 2006            |
| 10a | Hi Ho Kraken            | Il ritorno del Kraken               | 3 febbraio 2006   | 2006            |
| 10b | King of Clubs           | Un circolo esclusivo                | 3 febbraio 2006   | 2006            |
| 11a | Livesavers              | Debitore per la vita                | 17 febbraio 2006  | 2006            |
| 11b | Mecha-Kitties           | I gatti meccanici                   | 17 febbraio 2006  | 2006            |
| 12a | My Bodyguards           | Le guardie del corpo                | 3 marzo 2006      | 2006            |
| 12b | Charge!                 | Il gatto-calamita                   | 3 marzo 2006      | 2006            |
| 13a | A Wooly Adventure       | Il cucciolo gigante                 | 24 marzo 2006     | 2006            |
| 13b | EVIL!                   | Il demonio                          | 24 marzo 2006     | 2006            |
| 14a | Clan Destiny            |                                     | 7 aprile 2006     |                 |
| 14b | Mall Adjusted           |                                     | 7 aprile 2006     |                 |
| 15a | Two of a Kind           |                                     | 5 maggio 2006     |                 |
| 15b | Core-uption             |                                     | 5 maggio 2006     |                 |
| 16a | Katilda                 |                                     | 2 giugno 2006     |                 |
| 16b | The Secret Door         |                                     | 2 giugno 2006     |                 |
| 17a | Major Pepperidge        |                                     | 22 settembre 2006 |                 |
| 17b | Magic Staff             |                                     | 22 settembre 2006 |                 |
| 18a | Free Hovis              |                                     | 29 settembre 2006 |                 |
| 18b | Three Against Nature    |                                     | 29 settembre 2006 |                 |
| 19a | Blikmail                |                                     | 13 ottobre 2006   |                 |
| 19b | Love Jackal             |                                     | 13 ottobre 2006   |                 |
| 20a | Spindango Fundulation   |                                     | 10 febbraio 2007  |                 |
| 20b | Duck and Cover          |                                     | 10 febbraio 2007  |                 |